# Kreissparkasse Verden
Die Kreissparkasse Verden ist eine öffentlich-rechtliche Sparkasse mit Sitz in Verden (Aller) im Bundesland Niedersachsen. Ihr Geschäftsgebiet erstreckt sich über den gesamten Landkreis Verden.
Die Kreissparkasse Verden wies im Geschäftsjahr 2023 eine Bilanzsumme von 3,45 Mrd. Euro aus und verfügte über Kundeneinlagen von 2,353 Mrd. Euro. Gemäß der Sparkassenrangliste 2023 liegt sie nach Bilanzsumme auf Rang 144. Sie unterhält 25 Filialen/Selbstbedienungsstandorte und beschäftigt 485 Mitarbeiter. Am 31. Dezember 2020 zählte die Sparkasse 33 Auszubildende.

## Organisationsstruktur
Es ist eine Anstalt des öffentlichen Rechts. Rechtsgrundlagen sind das Niedersächsische Sparkassengesetz und die durch den Landkreis Verden als Träger der Kreissparkasse erlassene Satzung. Organe der Sparkasse sind der Vorstand und der Verwaltungsrat.

## Sparkassen-Finanzgruppe
Die Kreissparkasse Verden ist Teil der Sparkassen-Finanzgruppe und gehört damit auch ihrem Haftungsverbund an. Er sichert den Bestand der Institute und sorgt dafür, dass sie auch im Fall der Insolvenz einzelner Sparkassen alle Verbindlichkeiten erfüllen können. Die Sparkasse vermittelt Bausparverträge der regionalen Landesbausparkasse, offene Investmentfonds der Deka und Versicherungen der VGH Versicherungen. Im Bereich des Leasing arbeitet die Kreissparkasse Verden mit der  Deutschen Leasing zusammen. Die Funktion der Sparkassenzentralbank nimmt die Nord/LB wahr.
In der ehemals zum Landkreis Braunschweig gehörenden Gemeinde Thedinghausen arbeitet die Kreissparkasse Verden mit der Öffentlichen Versicherung Braunschweig zusammen.

## Stiftung der Kreissparkasse Verden
Die Kreissparkasse Verden hat 1995 die „Stiftung der Kreissparkasse Verden“ gegründet und mit einem Stiftungskapital von einer Million DM ausgestattet. Durch laufende Zustiftungen hat die Kreissparkasse Verden das Stiftungskapital auf 11,5 Millionen Euro erhöht.
Die Stiftung fördert im Landkreis Verden Maßnahmen in den Bereichen Kunst und Kultur, Denkmal- und Heimatpflege, Natur- und Umweltschutz, Jugend- und Altenpflege, sozialen und wohlfahrtspflegerischen Maßnahmen, Jugend- und Breitensport sowie Wissenschaft und Forschung. Seit ihrem Bestehen hat die Stiftung der Kreissparkasse Verden mehr als 800 Projekte mit einem Gesamtvolumen von rund 4,7 Millionen Euro gefördert.
Die Stiftung der Kreissparkasse Verden betreut mehrere Kundenstiftungen:
- Der Stiftungszweck der Ruth-Neitzel-Lau-Stiftung ist die Förderung der Jugendhilfe im Landkreis Verden. Die Stiftung unterstützt insbesondere die Arbeit der Sozialtherapeutischen Initiative e. V. in Kirchlinteln.[6]
- Die Bürgerstiftung für den Landkreis Verden fördert zum Beispiel Jugend, Sport, Kunst und Kultur, Heimatpflege oder Tierschutz.[7]
- Die Stifter der Kühn-Stiftung möchten mit ihrem Engagement vor allem Kindern und Jugendlichen aus wirtschaftlich schwächeren Familien Bildung und Integration ermöglichen. Stiftungszweck ist Erziehung und Bildung sowie Jugendhilfe.[8]
- Die Baumpark-Stiftung fördert den Naturschutz und sorgt insbesondere für den dauerhaften Erhalt des Baumparks Thedinghausen.[9]
- Die Meyer-Stiftung fördert insbesondere das Kinderhospiz Löwenherz e. V. in Syke.
- Förderzweck der Heimatstiftung Thedinghausen ist die Heimatpflege und Heimatkunde. Insbesondere wird der Heimatverein Thedinghausen e. V. gefördert.
- Die SchellerVoß-Stiftung unterstützt das öffentliche Gesundheitswesen und die Gesundheitspflege durch die Förderung von palliativmedizinischen Maßnahmen.[10]
- Die GS-Kinder-Stiftung, die sich für Kinder und Jugendliche in Verden einsetzt und das Ziel hat, sie optimal auf die Zukunft vorzubereiten und ihnen ein unbeschwertes Umfeld zu bieten.[11]

## Geschichte

### Von der „Spar-Casse der Stadt Verden“ zur Kreissparkasse Verden
Am 13. Oktober 1833 geschah etwas in der Sparkassengeschichte wohl Einmaliges: Drei als Vorkämpfer für eine Sparkasse seit Jahren tätige Herren erklärten sich bereit, der Verdener Stadtkasse drei Jahre lang jeden Verlust zu ersetzen, der durch die Sparkasse entstehen könnte. Damit war der Weg frei für die Errichtung der „Spar-Casse der Stadt Verden“, die am 1. Januar 1834 ihre Tätigkeit aufnahm.
Am 1. Januar 1855 öffnete die Vereinssparkasse in Achim ihre Pforten. Sie wurde auf Drängen der Königlichen Landdrostei Stade am 1. November 1860 in eine Sparkasse unter der Garantie der Amtsgemeinden in Achim umgewandelt, da man sich Sorgen um die Sicherheit der Einlagen machte.
Als dritte Sparkasse im Gebiet des heutigen Landkreises Verden wurde am 15. November 1872 die Amtssparkasse Verden errichtet.
Ende 1884 wurden diverse Geschäftsvorgänge des Sparkassenvorstandsmitglied Voß einer Überprüfung unterzogen. Der Kreishauptmann Geheimrat Roscher, konnte Voß Veruntreuungen nachweisen. Voß gab diese zu und bezifferte den Schaden für die Amtssparkasse auf 70.0000 bis 80.000 Mark. Langwierige Ermittlungen ergaben dann aber eine Veruntreuung von fast 2,7 Millionen Mark. Voß wurde verhaftet und in die Provinzial-Irrenanstalt eingeliefert, aus der er im April 1889 entkam und in die Vereinigten Staaten floh. Dort lebte er unter dem Namen Dr. Ernst Mosse bis zu seinem Tode im Jahr 1892. Da dieses Defizit nicht ausgeglichen werden konnte, verfügte der Kreistag eine Kreisumlage, (Vorläufer der Gewährträgerhaftung) die mehr als ein Jahrzehnt von den Grundbesitzern der Gemeinden im Amt Verden erhoben wurde. Diese Zahlungen wurden allgemein als „Voß-Steuer“ bekannt. Dieser materielle Schaden führte zu einem großen Vertrauensschwund bei den Bürgern.
Ursprünglich waren die Sparkassen unselbstständige kommunale Einrichtungen. Infolge der Bankenkrise von 1931 wurden sie dann rechtlich selbstständig, ohne allerdings ihre kommunale Bindung zu verlieren.
Nachdem am 1. Oktober 1932 die Kreise Verden und Achim zusammengelegt worden waren, vereinigte man am 1. Mai 1935 die drei Sparkassen zur Sparkasse des Kreises Verden. Ab 1. Januar 1963 wurde dies geändert in Kreissparkasse Verden.

### Weitere wesentliche Entwicklungen seit 1935
- 1953 bezog die Sparkasse ein neues Hauptstellengebäude in der Ostertorstraße.
- 1959 feierte sie mit 171 Mitarbeitern ihr 125-jähriges Bestehen. Die Bilanzsumme betrug zu diesem Zeitpunkt 82 Millionen DM.
- 1963 nach Übernahme der Mustersatzung durch den Kreistag des Landkreises Verden am 21. Dezember 1962 für die Kreissparkasse wurde die Bezeichnung „Kreissparkasse Verden“ ab 1. Januar 1963 verbindlich.
- 1974 konnte die Kreissparkasse Verden in ihr umgebautes und erweitertes Hauptstellengebäude einziehen. Mit einer Bilanzsumme von 553,7 Millionen DM wurde erstmals die Grenze von 500 Millionen DM überschritten.
- 1979 überschritt die Bilanzsumme zum ersten Mal die Milliarden-DM-Grenze.
- 1984 feierte die Kreissparkasse Verden mit 484 Mitarbeitern ihr 150. Jubiläum.
- 1991 überstieg die Bilanzsumme erstmals die Grenze von zwei Milliarden DM.
- 1995 wurde die „Stiftung der Kreissparkasse Verden“ gegründet.
- 2002 überstieg die Bilanzsumme die Grenze von zwei Milliarden Euro.
- 2004 konnte die Kreissparkasse Verden ihr neugebautes Hauptstellengebäude an der Ostertorstraße in Verden beziehen.
- 2009 feierte die Kreissparkasse Verden mit 565 Mitarbeitern ihr 175-jähriges Bestehen.